# 1:285 스케일
1:285 스케일(1:285 scale), 1:285 축척 또는 6 mm 피겨 크기는 1960년대 후반에 도입된 미국 육군의 축척으로, 워게임 및 일부 축척 모형 디오라마에 사용된다. 미니어처 워게임에서 비교적 작은 게임 영역에서 대규모 전투를 묘사하는 데 사용된다. 1:300 축척 (5 mm 축척)은 거의 동일한 NATO 표준 축척이다.
두 피겨 축척은 평균 인간 남성의 1.72 m 높이를 5.7 mm 높이의 피겨로 줄이는 1 mm = 1 ft 계산을 기반으로 한다. 따라서 "6 mm"는 축척에 대한 반올림 참조로 사용된다.
1:285 축척에서 일반적인 20 mm 받침대에는 약 3-5개의 보병 피겨를 장착할 수 있다. 또는 열과 열 형태로 4개의 피겨가 있는 스트립 3개를 장착할 수 있다.
1:285/1:300은 마이크로 아머 게임에 인기 있는 축척이며, 탱크 및 기타 차량을 강조하는 현대 게임은 GHQ, Heroics and Ros 및 Baccus Miniatures와 같은 전문 피겨 제조업체에서 공급한다. 이러한 축척을 사용하는 공상과학 및 판타지 게임에는 BattleTech, Ogre miniatures, Epic 및 해머 슬래머스가 있다. 역사 시대(고대, 중세 및 이후 시대) 및 중세 판타지와 같은 다른 장르에는 Heroics and Ros, Baccus Miniatures 및 Irregular Miniatures에서 만든 미니어처가 있다. 다양한 풍경 제작 및 미니어처 사이트가 있다.